# Gipsy Kings

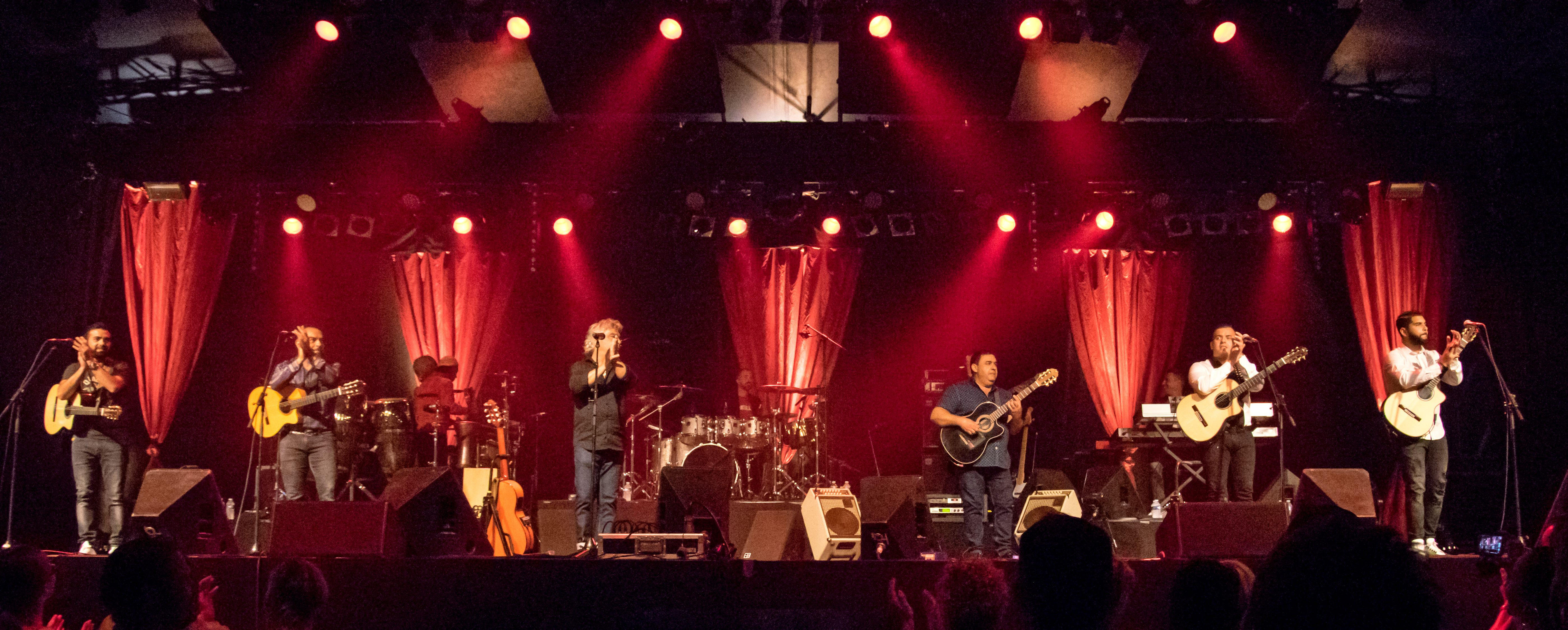
Zelt-Musik-Festival 2016 Freiburg, Németország

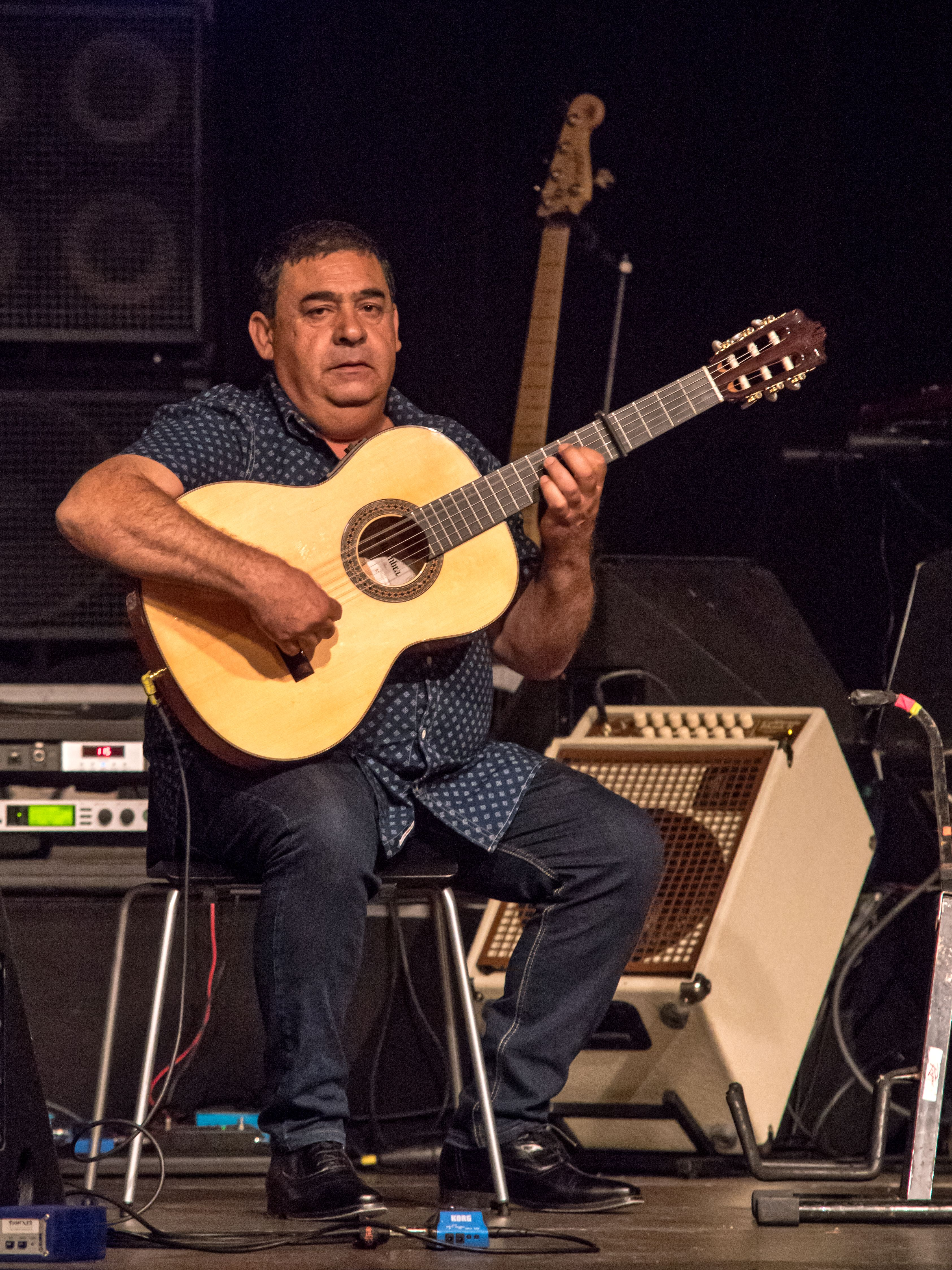
Zelt-Musik-Festival 2016

A Gipsy Kings (spanyolul: Los Reyes Gitanos) egy Franciaországban letelepedett spanyol (katalóniai) együttes, amely flamenco-popdalokat játszik. Két spanyol cigány család leszármazottaiból áll: a Reyes és a Baliardo testvérek. Az együttes fővokálosa Nicolás Reyes (1958). Dalaikat spanyol (andalúz) alapú, francia, olasz és cigány szavakkal kevert nyelven adják elő.

## Az együttes története
A zenekar a dél-franciaországi városban, Arles-ban indult az 1970-es években, olyan családok tagjainak részvételével, amelyek a spanyol polgárháború alatt menekültek el Katalóniából. 

## Tagok
Az együttes két családból áll: Reyes és Baliardo (A reyes egyébként ’királyokat’ jelent spanyolul, innen származik az együttes elnevezése is). Unokatestvérei a híres flamencoművész Manitas de Platának, akinek az unokája Tonino Baliardo gitároshoz ment férjhez. Nicolás, Canut, Paul, André és Patchai Reyes José Reyes flamencoénekes fiai.

### Jelenlegi tagok
- Nicolás Reyes: vezető vokál, gitár
- Paul Reyes: háttérvokál, gitár
- Canut Reyes: háttérvokál, gitár
- Patchai Reyes: háttérvokál, gitár
- André Reyes: háttérvokál, gitár
- Diego Baliardo: gitár
- Paco Baliardo: gitár
- Tonino Baliardo: vezető gitár

### Korábbi tagok
- Chico Bouchikhi a Mosaique című album után kilépett. Jelenleg egy éttermet üzemeltet Dél-Franciaországban, ahol havonta néhányszor előadóművészek is fellépnek.

## Diszkográfia
- Allegria (1982)
- Luna de Fuego (1983)
- Gipsy Kings (1988)
- Mosaïque (1989)
- Allegria (US Version) (1990)
- Este Mundo (1991)
- Live (1992)
- Love and Liberté (1993)
- Greatest Hits (1994)
- The Best of the Gipsy Kings (1995)
- Estrellas (US Version of Tierra Gitana) (1995)
- Tierra Gitana (1996)
- Compas (1997)
- Cantos de Amor (1998)
- ¡Volare! The Very Best of the Gipsy Kings (1999, re-released in 2000)
- Somos Gitanos (2001)
- Rare and Unplugged (2003)
- Roots (2004)
- Pasajero (2006)
- Savor Flamennco (2013)